# Hemphill, Texas
Hemphill là một thành phố thuộc quận Sabine, tiểu bang Texas, Hoa Kỳ. Năm 2010, dân số của xã này là 1198 người.

## Dân số
- Dân số năm 2000: 1106 người.
- Dân số năm 2010: 1198 người.